# Umuahia
Umuahia es la capital del Estado de Abia al sureste de Nigeria. . Umuahia está localizada en la red ferroviaria entre el sur de Port Harcourt y la ciudad de Enugu al norte. La población de Umuahia es de 359,230 habitantes de acuerdo al censo de 2006. Su población está compuesta en su mayoría por etnia del pueblo Igbo.
Umuahia es reconocida por su red ferroviaria y su mercado central agrícola, la cual atrae agricultores de las ciudades vecinas para vender lo que producen como maíz, cítricos y aceite de oliva. También tiene mercado industrial que mueve su economía, como la industria cervecera y la procesadora de palma de oliva. También es la sede del National Root Crops Research Institute en Umudike, cerca de la ciudad. Umuahia también tiene universidades como el Trinity College (teológica), Government College Umuahia, Holy Rosary Girls Secondary School y hospitales como el Federal Medical Centre (anteriormente conocido como Queen Elizabeth Hospital).
Umuahia está compuesta por áreas de gobierno locales: Umuahia North y Umuahia South; los caules también están compuestos por comunidades locales como Umuopara, Ibeku, Olokoro, Ubakala y Ohuhu.

## Personajes destacados
- Felix Anyansi-Agwu, Anterior dueño del Enyimba FC y vicepresidente de la Federación Nigeriana de Fútbol.
- Yagazie Emezi, fotoperiodista premiado
- Okechukwu Enelamah, Doctor, contador, analista financiero cetificado y exministro (2015–2019)[8][9]
- John Godson, filántropo[10]
- Uzoma Emenike, Embajador de Nigeria en Estados Unidos[11][12][13]
- Adaobi Tricia Nwaubani, ensayista y novelista premiada.[14][15]
- Akwaeke Emezi, novelista premiada[16][17][18][19]
- OC Ukeje, Actor premiado de Nollywood[20]
- Chelsea Eze, actriz premiada de Nollywood[21]
- 2Shotz, productor musical y artista de AfroRap[22]
- Bright Chimezie, músico Highlife[23][24]
- Michael Okpara, Premier de la región este de Nigeria de 1959 a 1966[25][26]
- Johnson Aguiyi-Ironsi, oficial militar y antiguo jefe de Estado de Nigeria.[27]
- Uzodinma Iweala, doctor y autor del best seller Beasts of No Nation.[28]
- Nnamdi Kanu, fundador del grupo separatista Pueblo Indígena de Biafra (IPOB).[29][30]
- Samuel Chukwueze, futbolista seleccionado nacional de Nigeria.[31][32][33][34][35]
- Ejike Asiegbu, veterano de Nollywood